# Erkovčići
Erkovčići (olaszul: Ercaucici) falu Horvátországban, Isztria megyében. Közigazgatásilag Buzethez tartozik.

## Fekvése
Az Isztriai-félsziget északi részének közepén, Pazintól 19 km-re északkeletre, községközpontjától 12 km-re délkeletre fekszik.

## Története
A falunak 1857-ben 241, 1910-ben 246 lakosa volt. 2011-ben 43 lakosa volt.

## Lakosság
| Lakosság változása | Lakosság változása | Lakosság változása | Lakosság változása | Lakosság változása | Lakosság változása | Lakosság változása | Lakosság változása | Lakosság változása | Lakosság változása | Lakosság változása | Lakosság változása | Lakosság változása | Lakosság változása | Lakosság változása | Lakosság változása |
| ------------------ | ------------------ | ------------------ | ------------------ | ------------------ | ------------------ | ------------------ | ------------------ | ------------------ | ------------------ | ------------------ | ------------------ | ------------------ | ------------------ | ------------------ | ------------------ |
| 1857               | 1869               | 1880               | 1890               | 1900               | 1910               | 1921               | 1931               | 1948               | 1953               | 1961               | 1971               | 1981               | 1991               | 2001               | 2011               |
| 241                | 261                | 211                | 235                | 229                | 246                | 0                  | 0                  | 119                | 123                | 91                 | 70                 | 54                 | 49                 | 41                 | 43                 |

## Nevezetességei
Szent János tiszteletére szentelt egyhajós temploma a homlokzatán látható felirat szerint 1902-ben épült. 2009-ben megújították.